# Max Adalbert

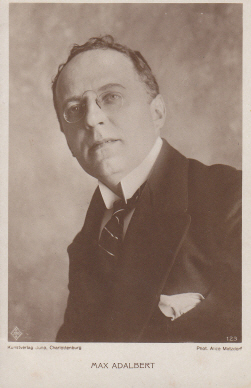
Adalbert etwa 1920

Johannes Adolph Krampf, genannt Max Adalbert, (* 19. Dezember 1874 in Danzig; † 7. September 1933 in München) war ein deutscher Theater- und Filmschauspieler, der vor allem in komischen Rollen glänzte. Er wirkte in über 40 Filmen der Stummfilm- und Tonfilmzeit mit, trat aber auch im Kabarett auf.

## Leben
Der gebürtige Johannes Krampf stammte aus einer preußischen Offiziersfamilie; seine Eltern waren der Hauptmann Robert Julius Adalbert Krampf und Adolphine geb. Schönau. Johannes nannte sich als Schauspieler frühzeitig „Max Adalbert“. Als 19-Jähriger debütierte er in Lübeck und erhielt 1894 am Stadttheater Barmen sein erstes Engagement. St. Gallen, Nürnberg und Wien waren weitere Stationen seiner Theaterlaufbahn. Er übernahm zunächst typische Liebhaberrollen und war in Stücken von Tolstoi und Schnitzler erfolgreich. Der Journalist Kurt Pinthus schrieb anlässlich eines Gastspiels in Wien in der Bühne (Nr. 144/1927) über den Schauspieler, er sei der „verknautschte spießig-philiströse Kleinbürger der Großstädte“.
1899 kam er ans Berliner Residenztheater. Bekannt wurde er in den folgenden Jahren vor allem am Kleinen Theater und am Deutschen Künstlertheater. Adalbert wandelte sich zum Komiker und stand mehrmals zusammen mit Curt Bois auf der Bühne. Im Dezember 1924 gründete er mit anderen Künstlern das Kabarett der Komiker. Am 30. Mai 1931 spielte er erstmals am Deutschen Theater die Titelrolle von Carl Zuckmayers Der Hauptmann von Köpenick. Durch ihn, dem diese Rolle wie auf den Leib geschneidert war, wurde das Stück ein großer Bühnenerfolg.
Im Stummfilm erhielt Max Adalbert seit 1915 einige Nebenrollen; so wirkte er in den Fritz-Lang-Filmen Der müde Tod (1921) und Dr. Mabuse, der Spieler (1922) mit. Seine Bedeutung für den Film änderte sich schlagartig mit der Einführung des Tonfilms, wo er sein Berliner Mundwerk voll zur Geltung bringen konnte. 1931 glänzte er nun auch im Film in seiner Paraderolle als Der Hauptmann von Köpenick.
Max Adalbert starb während einer Gastspielreise in München an den Folgen einer Lungenentzündung. Er wurde am 18. September 1933 auf dem Südwestkirchhof Stahnsdorf beigesetzt.

## Filmografie
- 1915: Wie werde ich Amanda los?
- 1915: Im Banne fremden Willens
- 1916: Der Schirm mit dem Schwan
- 1918: Die Buchhalterin
- 1918: Hochzeit machen, das ist wunderschön
- 1918: Das Spiel mit dem Feuer
- 1919: Frau Hempels Tochter
- 1919: König Nicolo
- 1919: Die Verführten
- 1919: Liebe, Haß und Geld
- 1920: Judith Trachtenberg
- 1920: Die Kwannon von Okadera
- 1920: Das Haus zum Mond
- 1920: Der Dummkopf
- 1921: Der Roman der Christine von Herre
- 1921: Das Haus in der Dragonergasse
- 1921: Lady Hamilton
- 1921: Der müde Tod
- 1921: Das indische Grabmal (2 Teile)
- 1922: Dr. Mabuse, der Spieler (2 Teile, als blinder Fälscher)
- 1922: Die Flamme
- 1922: Sie und die Drei
- 1925: Vorderhaus und Hinterhaus
- 1930: Das gestohlene Gesicht
- 1930: Drei Tage Mittelarrest
- 1930: Hans in allen Gassen
- 1931: Das Ekel
- 1931: Hurrah – ein Junge
- 1931: Der Herr Finanzdirektor
- 1931: Die Schlacht von Bademünde
- 1931: So’n Windhund
- 1931: Die Nacht ohne Pause
- 1931: Mein Leopold
- 1931: Der Hauptmann von Köpenick
- 1932: Ein toller Einfall
- 1932: Der Schützenkönig
- 1932: Husarenliebe
- 1932: Spione im Savoy-Hotel
- 1933: Hände aus dem Dunkel
- 1933: Lachende Erben